# Thiếu tướng Việt Nam Cộng hòa
Cấp bậc Thiếu tướng Việt Nam Cộng hòa đặt ra ngay sau khi Quân đội Việt Nam Cộng hòa được thành lập trên cơ sở chuyển đổi từ Quân đội Quốc gia Việt Nam. Ban đầu, đây là cấp đầu tiên của cấp bậc tướng lĩnh Việt Nam Cộng hòa. Từ thượng tuần tháng 3 năm 1964, sau khi cấp bậc Chuẩn tướng được đặt ra, cấp bậc này được phân loại xếp trên cấp Chuẩn tướng.
Trong lịch sử 25 năm tồn tại của Quân đội Quốc gia và sau này là Quân lực Việt Nam Cộng hòa (1950-1975) đã có 46 vị có cấp bậc cuối cùng là Thiếu tướng và Đề đốc. Người nổi tiếng nhất là Thiếu tướng Nguyễn Cao Kỳ, sau này làm Phó Tổng thống Việt Nam Cộng hòa.
- Quân hàm thiếu tướng của các quân chủng

Lục quân
Hải quân
Thủy quân Lục chiến
Không quân

## Danh sách
| Stt | Họ và tên                                                  | Thời gian sống | Năm thụ phong | Chức vụ sau cùng                                             | Chú thích |
| --- | ---------------------------------------------------------- | -------------- | ------------- | ------------------------------------------------------------ | --- |
| 1   | Lê Văn Viễn (A) Bảy Viễn Pháp đào tạo                      | 1904-1971      | 1952          | Tư lệnh Lực lượng Bình Xuyên (bị tước binh quyền và truy nã) | Nguyên là Đại tá trong Quân đội Liên hiệp Pháp, sau phục vụ cho Quân đội Quốc gia -Ngày 22 tháng 4 năm 1952 được Quốc trưởng Bảo Đại ký sắc lệnh phong cấp Thiếu tướng |
| 2   | Nguyễn Giác Ngộ (A) Nội ứng Nghĩa đinh Cái Vồn             | 1897-1967      | 1954          | Giám đốc Nha Nghiên cứu Du kích chiến Bộ Tổng tham mưu       | Giải ngũ năm 1965 - Nguyên là sĩ quan cao cấp của Quân đội Hòa Hảo. Được Quốc trưởng Bảo Đại phong cấp Thiếu tướng trong Quân đội Quốc gia |
| 3   | Nguyễn Văn Vận (A) Võ bị Tông Sơn Tây                      | 1905-1999      | 1954          | Tổng Thư ký thường trực Bộ Quốc phòng                        | Giải ngũ năm 1955 - Được Quốc trưởng Bảo Đại phong cấp Thiếu tướng trong Quân đội Quốc gia |
| 4   | Văn Thành Cao (A)(B) Nội ứng Nghĩa đinh Cái Vồn            | 1924-2022      | 1955          | Tổng cục phó Tổng cục Chiến tranh Chính trị                  | Nguyên là sĩ quan cao cấp của Quân đội Cao Đài - Năm 1955 ra hợp tác với Chính phủ Quốc gia, được Thủ tướng Diệm phong cấp Thiếu tướng Tổng Tư lệnh Lực lương Cao Đài Liên minh thay thế cố Trung tướng Trình Minh Thế                                                      |
| 5   | Lê Quang Vinh (A) Ba Cụt Nội ứng Nghĩa đinh Cái Vồn        | 1923-1956      | 1956          | Tư lệnh đội quân Hòa Hảo ly khai                             | Nguyên là lãnh tụ một đội quân ly khai với Giáo phái Hòa Hảo, sau có nhiều lần ra hợp tác với quân đội Pháp, được phong từ cấp Thiếu tá đến Đại tá - Năm 1956 ra hợp tác với Việt Nam Cộng hòa được phong cấp Thiếu tướng, nhưng sau đó bị xử tử hình với tội danh mưu phản |
| 6   | Hồ Văn Tố (C) Võ bị Quốc gia Huế K2                        | 1915-1962      | 1958          | Chỉ huy trưởng Liên trường Võ khoa Thủ Đức                   | |
| 7   | Nguyễn Chấn Á (A)(B) Pháp đào tạo                          | 1923-1998      | 1960          | Cố vấn Tổng cục Chiến tranh Chính trị                        | |
| 8   | Huỳnh Văn Cao (B)(C) Võ bị Quốc gia Huế K2                 | 1927-2013      | 1962          | Tư lệnh Quân đoàn I & Vùng 1 Chiến thuật                     | Giải ngũ năm 1966 |
| 9   | Trần Tử Oai (C) Võ bị Tông Sơn Tây                         | 1921-1999      | 1962          | Chỉ huy trưởng Trường Võ bị Quốc gia Đà Lạt                  | Giải ngũ năm 1965 |
| 10  | Đỗ Mậu Trường Hạ sĩ quan An Cựu Huế                        | 1917-2002      | 1963          | Đệ tam Phó Thủ tướng đặc trách Văn hóa-Xã hội                | Giải ngũ năm 1965 |
| 11  | Phạm Văn Đổng (C) Võ bị Móng Cái                           | 1919-2008      | 1964          | Tổng trưởng Bộ Cựu chiến binh                                | Giải ngũ năm 1965 - Ngày 8/4/1964 thăng cấp Chuẩn tướng sau khi rời chức Tư lệnh Sư đoàn 7 Bộ binh |
| 12  | Nguyễn Cao Kỳ Võ khoa Nam Định                             | 1930-2011      | 1964          | Phó Tổng thống Việt Nam Cộng hòa                             | Giải ngũ năm 1967 để tham chính (đắc cử Phó Tổng thống Đệ nhị Cộng hòa) - Ngày 8/4/1964 thăng cấp Chuẩn tướng đương nhiệm Tư lệnh Không quân |
| 13  | Dương Ngọc Lắm (C) Võ bị Liên quân Viễn Đông Đà Lạt        | 1924-1973      | 1964          | Phụ tá Đặc biệt Phủ Thủ tướng                                | Giải ngũ năm 1964 |
| 14  | Đặng Thanh Liêm (C) Võ bị Liên quân Viễn Đông Đà Lạt       | 1925-2017      | 1964          | Tư lệnh Sư đoàn 5 Bộ binh                                    | Giải ngũ năm 1965 - Ngày 8/4/1964 thăng cấp Chuẩn tướng đương nhiệm Tư lệnh Sư đoàn 5 Bộ binh |
| 15  | Nguyễn Văn Quan Thiếu sinh quân Pháp Sĩ quan Đặc biệt Pháp | 1910-1969      | 1964          | Giám đốc Nha An ninh Quân đội                                | Giải ngũ năm 1965 |
| 16  | Tôn Thất Xứng (C) Võ bị Quốc gia Huế K1                    | 1923-2018      | 1964          | Chỉ huy trưởng Trường Đại học Quân sự                        | Giải ngũ năm 1967 |
| 17  | Nguyễn Cao Albert Võ bị Đà Lạt K4                          | 1925-1998      | 1965          | Chánh Văn phòng Thủ tướng Nguyễn Khánh                       | Giải ngũ năm 1965 - Ngày 11/8/1964 thăng cấp Chuẩn tướng đương nhiệm Chánh Văn phòng Thủ tướng Nguyễn Khánh |
| 18  | Nguyễn Văn Chuân (C) Võ bị Quốc gia Huế K1                 | 1923-2002      | 1965          | Tư lệnh Quân đoàn I & Vùng 1 Chiến thuật                     | Giải ngũ năm 1966 - Ngày 11/8/1964 thăng cấp Chuẩn tướng đương nhiệm Trưởng phòng 4 Bộ Tổng tham mưu |
| 19  | Bùi Hữu Nhơn (C) Võ bị Liên quân Viễn Đông Đà Lạt          | 1928-2022      | 1965          | Ủy ban Điều hành Quốc tế Quân viện                           | Giải ngũ năm 1968 - Ngày 11/8/1964 thăng cấp Chuẩn tướng đương nhiệm Chỉ huy trưởng Trường Sĩ quan Thủ Đức |
| 20  | Đoàn Văn Quảng (B) Võ bị Lục quân Pháp                     | 1923-1982      | 1966          | Chỉ huy trưởng Trung tâm Huấn luyện Quang Trung              | Ngày 1/11/1964 thăng cấp Chuẩn tướng đương nhiệm Tư lệnh Lực lượng Đặc biệt |
| 21  | Trương Quang Ân (C)(D) Võ bị Đà Lạt K4                     | 1932-1968      | 1968          | Tư lệnh Sư đoàn 23 Bộ binh                                   | Ngày 8/9/1968 tử nạn trực thăng gần Đức Lập (Quảng Đức) khi đang làm nhiệm vụ, được truy thăng cấp bậc Thiếu tướng - Ngày 19/6/1968 thăng cấp Chuẩn tướng đương nhiệm Sư đoàn 23 Bộ binh                                                                                    |
| 22  | Nguyễn Văn Kiểm (C) Võ bị Liên quân Viễn Đông Đà Lạt       | 1924-1969      | 1968          | Tham mưu trưởng Biệt bộ Phủ Tổng thống                       | Năm 1969 bị đặc công Việt Cộng đánh bom ám sát tại Sài Gòn, khiến ông bị thương (cụt chân) và sau đó tử vong - Ngày 11/8/1964 thăng cấp Chuẩn tướng đương nhiệm Chỉ huy trưởng Trường Võ bị Quốc gia Đà Lạt                                                                 |
| 23  | Nguyễn Ngọc Loan Võ khoa Thủ Đức K1                        | 1930-1998      | 1968          | Thanh tra Quốc phòng                                         | Ngày 1/11/1966, thăng cấp Chuẩn tướng đương nhiệm Tổng giám đốc Cảnh sát Quốc gia |
| 24  | Hoàng Văn Lạc Võ bị Quốc gia Huế K2                        | 1927-2014      | 1969          | Tư lệnh phó Lãnh thổ Quân khu 1                              | Ngày 19/6/1968, thăng cấp Chuẩn tướng đương nhiệm Thứ trưởng Xây dựng Nông thôn |
| 25  | Nguyễn Xuân Trang (B)(C) Võ bị Nước Ngọt                   | 1924-2015      | 1969          | Tham mưu phó Bộ Tổng tham mưu                                | Ngày 11/8/1964, thăng cấp Chuẩn tướng đương nhiệm Tham mưu trưởng Quân đoàn IV |
| 26  | Trần Văn Chơn (B)(E)(F) Sĩ quan Hải quân Nha Trang Khóa 1  | 1920-2019      | 1970          | Tư lệnh Hải Quân                                             | Giải ngũ năm 1974 -Ngày 19/6/1968, thăng cấp (Phó Đề đốc) Chuẩn tướng đương nhiệm Tư lệnh Hải quân |
| 27  | Bùi Đình Đạm (C) Võ bị Quốc gia Huế K1                     | 1926-2009      | 1970          | Tổng Giám đốc Tổng nha Nhân lực Quốc phòng                   | Ngày 19/6/1968, thăng cấo Chuẩn tướng đương nhiệm Giám đốc Nha Động viên |
| 28  | Vũ Ngọc Hoàn (B) Đại học Quân y K1                         | 1922-1993      | 1970          | Phó Tổng thanh tra Quân lực Việt Nam Cộng hòa                | Ngày 19/6/1968, thăng cấp Y sĩ Chuẩn tướng đương nhiệm Cục trưởng Cục Quân y |
| 29  | Lâm Quang Thơ (C) Võ bị Đà Lạt K3                          | 1931-1985      | 1970          | Chỉ huy trưởng Trường Võ bị Quốc gia Việt Nam                | Ngày 19/6/1968, thăng cấp Chuẩn tướng đương nhiệm Chỉ huy trưởng Trường Bộ binh Thủ Đức |
| 30  | Lê Ngọc Triển (C) Võ bị Quốc gia Huế K2                    | 1927-2019      | 1970          | Tham mưu phó Hành quân Bộ Tổng tham mưu                      | Ngày 19/6/1968, thăng cấp Chuẩn tướng đương nhiệm Chỉ huy trưởng Trung tâm Huấn luyện Quang Trung |
| 31  | Phạm Văn Phú Võ bị Đà Lạt K8                               | 1928-1975      | 1971          | Tư lệnh Quân đoàn II Quân khu 2                              | Tự sát ngày ngày 30 tháng 4 năm 1975 -Ngày 16/4/1967, thăng cấp Chuẩn tướng đương nhiệm Tư lệnh Biệt khu 44 (Khu vực Đồng Tháp Mười) |
| 32  | Nguyễn Huy Ánh (D) Không quân Pháp                         | 1934-1972      | 1972          | Tư lệnh Sư đoàn 4 Không quân                                 | Ngày 27/4/1972 Tử nạn trực thăng tại Bình Thủy, Cần Thơ. Được truy thăng cấp bậc Thiếu tướng -Ngày 1/11/1971, thăng cấp Chuẩn tướng đương nhiệm Tư lệnh Sư đoàn 4 Không quân                                                                                                |
| 33  | Trần Bá Di (B)(C)(G) Võ bị Đà Lạt K5                       | 1931-2018      | 1972          | Chỉ huy trưởng Trung tâm Huấn luyện Quang trung              | Tháng 4/1970, thăng cấp Chuẩn tướng đương nhiệm Tư lệnh Sư đoàn 9 bộ binh |
| 34  | Nguyễn Khoa Nam Võ khoa Thủ Đức K3                         | 1927-1975      | 1972          | Tư lệnh Quân đoàn IV Quân khu 4                              | Tự sát ngày 30 tháng 4 năm 1975 -Ngày 19/6/1970, thăng cấp Chuẩn tướng đương nhiệm Sư đoàn 7 bộ binh |
| 35  | Nguyễn Thanh Sằng (B)(C) Võ bị Quốc gia Huế K2             | 1926-2005      | 1972          | Tư lệnh Tiền phương Quân đoàn IV                             | Giải ngũ năm 1973 -Ngày 1/11/1964, thăng cấp Chuẩn tướng sau khi rời chức Tư lệnh Sư đoàn 5 bộ binh, trước khi nhậm chức Tư lệnh Sư đoàn 25 bộ binh |
| 36  | Phan Đình Soạn (C)(D) Võ khoa Thủ Đức K1                   | 1929-1972      | 1972          | Tư lệnh phó Quân đoàn I Quân khu 1                           | Ngày 25/2/1972, tử nạn trực thăng tại vùng biển gần Vịnh Đà Nẵng khi đang bay làm nhiệm vụ. Được truy thăng cấp bậc Thiếu tướng -Ngày 1/7/1970, thăng cấp Chuẩn tướng đương nhiệm Chỉ huy trưởng Pháo binh                                                                  |
| 37  | Nguyễn Duy Hinh (C) Võ khoa Nam Định                       | 1929           | 1973          | Tư lệnh Sư đoàn 3 Bộ binh                                    | Ngày 1/7/1970, thăng cấp Chuẩn tướng Tư lệnh phó lãnh thổ Quân đoàn IV |
| 38  | Đào Duy Ân (C) Võ bị Đà Lạt K4                             | 1932           | 1974          | Tư lệnh phó Quân đoàn III Quân khu 3                         | Ngày 1/7/1970, thăng cấp Chuẩn tướng Tư lệnh phó Quân đoàn III |
| 39  | Võ Văn Cảnh (C) Võ bị Địa phương Trung Việt Đập Đá Huế K3  | 1922-1994      | 1974          | Thứ trưởng Nội vụ Tổng giám đốc Nhân dân Tự vệ               | Ngày 1/7/1970, thăng cấp Chuẩn tướng đương nhiệm Sư đoàn 23 bộ binh |
| 40  | Đỗ Kế Giai (B)(C)(G) Võ bị Đà Lạt K5                       | 1929-2016      | 1974          | Tư lệnh Binh chủng Biệt Động quân Trung ương                 | Ngày 1/11/1967, thăng cấp Chuẩn tướng đương nhiệm Tư lệnh Sư đoàn 10 bộ binh (Sư đoàn 18 sau này) |
| 41  | Võ Xuân Lành Võ khoa Thủ Đức K1                            | 1931-1982      | 1974          | Tư lệnh phó Không quân                                       | Năm 1969, thăng cấp Chuẩn tướng đương nhiệm Tư lệnh phó Không quân |
| 42  | Lâm Ngươn Tánh (E)(F) Sĩ quan Hải quân Nha Trang K1        | 1928-2018      | 1974          | Phụ tá Quốc vụ khanh                                         | Ngày 1/11/1970, thăng cấp (Phó đề đốc) Chuẩn tướng đương nhiệm Tư lệnh phó Hải quân |
| 43  | Nguyễn Khắc Bình Võ khoa Thủ Đức K1                        | 1931           | 1975          | Tư lệnh Cảnh sát Quốc gia Đặc uỷ Trung ương                  | Ngày 1/11/1970, thăng cấp Chuẩn tướng đương nhiệm Tư lệnh Cảnh sát Quốc gia |
| 44  | Lê Minh Đảo (B)(G)(H) Võ bị Đà Lạt K10                     | 1933-2020      | 1975          | Tư lệnh Sư đoàn 18 Bộ binh                                   | Ngày 1/11/1972, thăng cấp Chuẩn tướng đương nhiệm Tư lệnh Sư đoàn 18 bộ binh |
| 45  | Bùi Thế Lân (H) Võ khoa Thủ Đức K4                         | 1932-2014      | 1975          | Tư lệnh Sư đoàn Thủy quân Lục chiến                          | Ngày 28/5/1972, thăng cấp Chuẩn tướng đương nhiệm Tư lệnh Sư đoàn Thủy quân Lục chiến |
| 46  | Phan Đình Niệm (H) Võ bị Đà Lạt K4                         | 1931           | 1975          | Tư lệnh Sư đoàn 22 Bộ binh                                   | Ngày 1/11/1972, thăng cấp Chuẩn tướng đương nhiệm Tư lệnh Sư đoàn 22 bộ binh |

## Ghi thêm
-Cấp Thiếu tướng Giáo phái Cao Đài
- Lê Hoàng Cưu
- Lê Văn Tất
- Trần Văn Có